# Syrphus reedi
Syrphus reedi är en tvåvingeart som beskrevs av Shannon 1927. Syrphus reedi ingår i släktet solblomflugor, och familjen blomflugor. Inga underarter finns listade i Catalogue of Life.